# Noisy-le-Roi
Noisy-le-Roi ist eine französische Gemeinde im Département Yvelines in der Region Île-de-France. Sie liegt im Arrondissement Versailles, gehört zum Kanton Verneuil-sur-Seine und hat 7597 Einwohner (Stand: 1. Januar 2022). Die Einwohner heißen Noiséens.

## Geographie
Noisy-le-Roi liegt in der Versailler Ebene am Forêt de Marly, einem 20 Quadratkilometer großen Waldgebiet, und im Tal des Ru de Gally.
Umgeben wird Noisy-le-Roi von den Nachbargemeinden L’Étang-la-Ville im Norden, Bailly im Osten, Fontenay-le-Fleury im Süden, Rennemoulin im Südwesten sowie Villepreux und Saint-Nom-la-Bretèche im Westen.

## Geschichte
Seit dem ausgehenden 13. Jahrhundert stand der Ort unter der Herrschaft der Familie La Villeneuve. 1348 wütete in Noisy die Pest. 1526 gelangte die Seigneurie, zu jener Zeit Noisy au Val de Gallie oder Noisy le sec genannt, in den Besitz des Anwalts Guillaume Poyet, der 1545 wegen Unterschlagung ins Gefängnis kam. Seine Ländereien wurden konfisziert und kamen somit in königlichen Besitz. König Heinrich II. schenkte Noisy seiner Mätresse Diane de Poitiers, deren Erben es 1568 an Albert de Gondi, duc de Retz verkauften.

### Bevölkerungsentwicklung
| Jahr      | 1793 | 1846 | 1901 | 1936 | 1946 | 1962 | 1968 | 1975 | 1982 | 1990 | 1999 | 2006 | 2011 | 2018 |
| --------- | ---- | ---- | ---- | ---- | ---- | ---- | ---- | ---- | ---- | ---- | ---- | ---- | ---- | ---- |
| Einwohner | 636  | 597  | 624  | 787  | 741  | 1035 | 2564 | 5587 | 5572 | 8095 | 7718 | 8087 | 7765 | 7577 |

## Gemeindepartnerschaften
- Albion im Clahoun County des US-Bundesstaats Michigan
- Godella in der spanischen Provinz Valencia

## Sehenswürdigkeiten

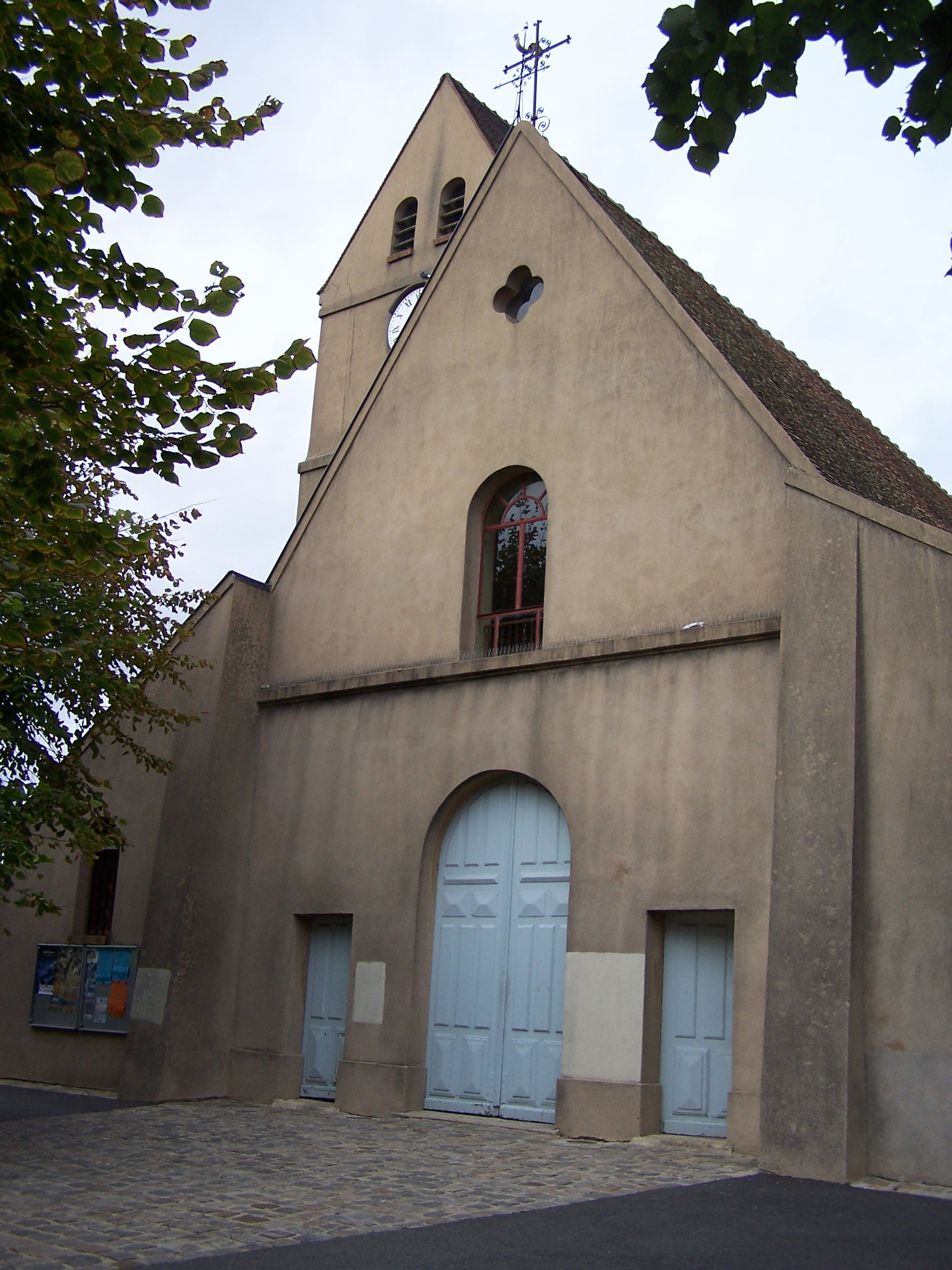
Kirche Saint-Lubin

Siehe auch: Liste der Monuments historiques in Noisy-le-Roi
- Kirche Saint-Lubin, im 13. Jahrhundert errichtet
- Porte des Gondi: Tor, das früher zum Château des Gondi (errichtet 1589) führte, dann aber zerstört wurde
- Schloss Noisy, im 18. Jahrhundert abgerissen, nach der Erbauerfamilie auch Château des Gondi genannt
- Neues Schloss, 1723[2] oder 1732[3] mit den Materialien des früheren Château des Gondi errichtet
- Rosarium
- Konvent der Cordeliers in der früheren Kapelle des Château des Gondi

## Persönlichkeiten
- Jean-Marc Bellocq (* 1957), französischer Ultramarathonläufer